# Frankfurter Ringelspinner

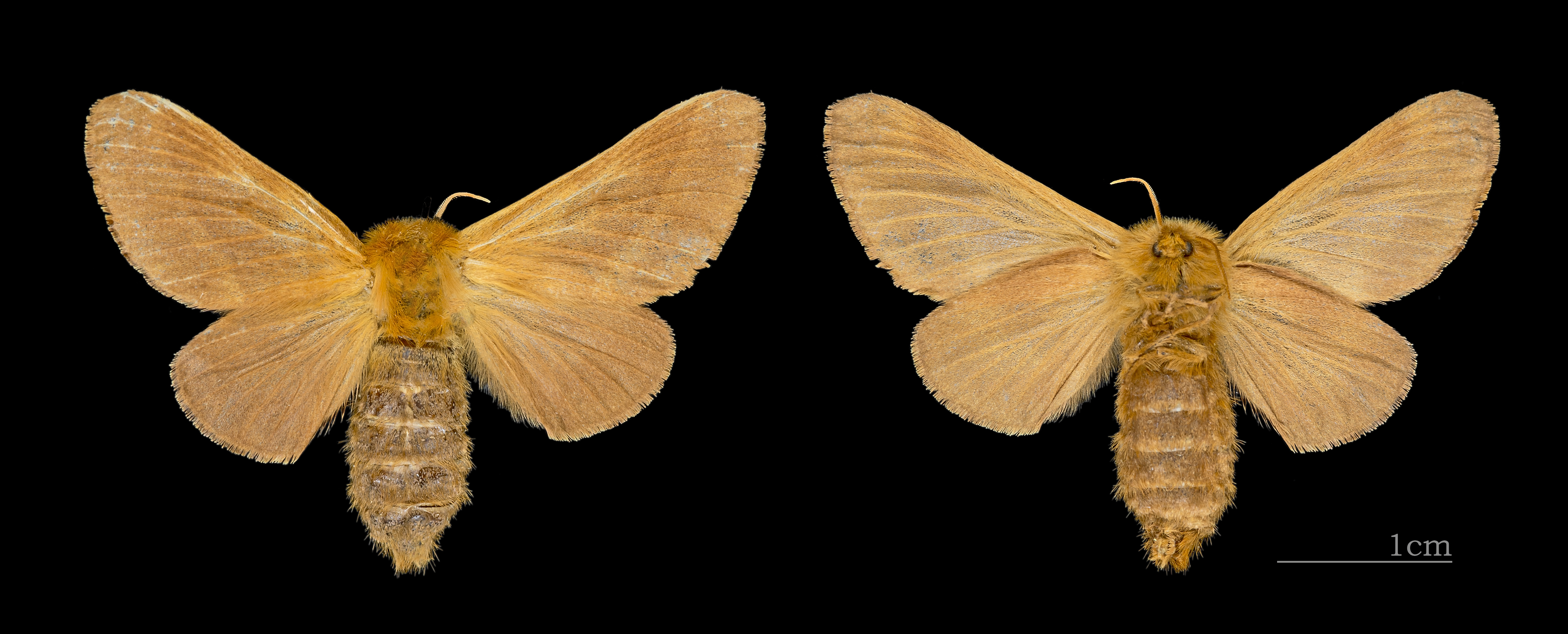
Weiblich

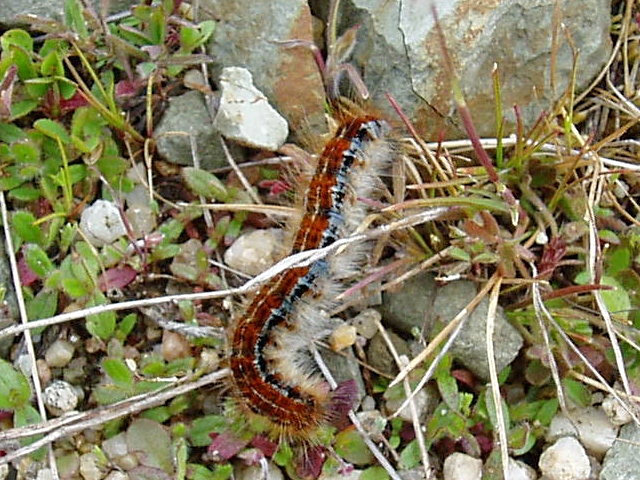
Raupe des Frankfurter Ringelspinners

Der Frankfurter Ringelspinner (Malacosoma franconicum), in der Literatur zuweilen auch Malacosoma franconica geschrieben, ist ein Schmetterling (Nachtfalter) aus der Familie der Glucken (Lasiocampidae). Der deutsche Name wurde in Anlehnung an den Typenfundort Frankfurt am Main gewählt, wo die Art aber bereits seit den 1830er Jahren ausgestorben ist, da zu diesem Zeitpunkt das Biotop des dortigen einzigen Vorkommensgebiets auf dem Frankfurter Lerchesberg durch Baumaßnahmen vernichtet wurde. Gelegentlich wird auch der deutsche Name Queckenspinner verwendet.

## Merkmale

### Falter
Zwischen den Geschlechtern besteht ein leichter Sexualdimorphismus. Die Flügelspannweite der Männchen beträgt 20 bis 25 Millimeter, diejenige der Weibchen 28 bis 38 Millimeter. Die Grundfarbe der Flügel der Männchen ist dunkelbraun. Auffällig ist die dünne Beschuppung. Am äußeren Rand der Diskalregion hebt sich oftmals eine schmale gelbliche Binde ab, die zuweilen sehr undeutlich ausgestaltet ist. Deutlicher treten die dunklen Adern hervor. Thorax und Abdomen sind dicht gelblich behaart. Die Fühler sind lang gekämmt. Die Flügelgrundfarbe der Weibchen ist stets rötlich und zeigt keine Zeichnung. Lediglich die Adern heben sich hervor. Thorax und Abdomen sind dünn rötlich behaart, die Fühler sehr kurz gekämmt. Der Saugrüssel bei beiden Geschlechtern ist verkümmert.

### Ei
Das Ei ist rund, schmutzig weiß gefärbt und an der Oberseite mit kleinen braunen Punkten versehen.

### Raupe
Ausgewachsene Raupen sind bräunlich gefärbt und dünn rotgelb behaart. Sie besitzen eine hellbraune Rückenlinie sowie bläuliche Seitenflecke. Der Kopf ist schwarzblau.

### Puppe
Die Puppe ist dunkelbraun.

### Ähnliche Arten
Da der sehr ähnliche Alpen-Ringelspinner (Malacosoma alpicolum) in bergigen und gebirgigen Regionen vorkommt, gibt es keine geographischen Überlappungen, wodurch eine Verwechslung praktisch ausgeschlossen ist.

## Verbreitung und Lebensraum
Die Nominatform Malacosoma franconicum franconicum kommt in West- und Südeuropa lückenhaft vor, außerdem in einem getrennten Areal von der Ostseeküste bis zum Schwarzen Meer. Auf Sizilien lebt die Unterart Malacosoma franconicum panormitanum. Der Frankfurter Ringelspinner besiedelt bevorzugt Stellen mit warmem Mikroklima, beispielsweise südlich exponierte Sandbiotope sowie sonnige, trockene, weiträumige Grasplätze und junge Kiefernschonungen.

## Lebensweise
Die Falter bilden eine Generation im Jahr, die in den Monaten Juni bis August anzutreffen ist. Die Männchen fliegen am Tage auf der Suche nach den flugträgen Weibchen. In der Nacht erscheinen sie nur äußerst selten an künstlichen Lichtquellen. Die Weibchen legen ihre Eier in ringförmig angeordneten langen Gelegen um Zweige oder Stängel und befestigen sie mit einem orangegelben Kitt, wodurch sie sich von den Gelegen des Ringelspinners (Malacosoma neustrium) sowie des Wolfsmilch-Ringelspinners (Malacosoma castrensis) unterscheiden, die ihre Eier mit einem schwarzen Kitt befestigen. Nach der Überwinterung schlüpfen die Raupen im April. Sie leben zunächst gesellig in einem Gespinst an der Nahrungspflanze, in das sie sich zum Häuten sowie zu Fresspausen zurückziehen. Nach der letzten Häutung leben sie einzeln. Sie ernähren sich von den Blättern verschiedener Pflanzen, beispielsweise von Beifuß- (Artemisia), Schafgarben- (Achillea), Ampfer- (Rumex), Wegerich- (Plantago), Nelkenwurzen- (Geum) und Queckenarten (Elymus). Außerdem werden Sand-Strohblume (Helichrysum arenarium) und Besenheide (Calluna vulgaris) als Nahrungspflanzen genannt. Die Verpuppung erfolgt in einem weißgrauen Kokon.

## Gefährdung
Der Frankfurter Ringelspinner kommt in Deutschland nur an wenigen Stellen im Nordosten vor, beispielsweise in Dünengebieten auf der Insel Usedom und auf Truppenübungsplätzen in Brandenburg. Er wird auf der Roten Liste gefährdeter Arten in Kategorie 1 („vom Aussterben bedroht“) geführt. In Baden-Württemberg gilt er als ausgestorben oder verschollen.

## Belege